# Svrževo
Svrževo je naseljeno mjesto u Republici Hrvatskoj u Zagrebačkoj županiji. 

## Zemljopis
Administrativno je u sastavu općine Krašić. Naselje se proteže na površini od 0,98 km².

## Stanovništvo
Prema popisu stanovništva iz 2001. godine u Svrževu živi 45 stanovnika i to u 18 kućanstava. Gustoća naseljenosti iznosi 45,92 st./km².
| broj stanovnika | 66    | 108   | 132   | 123   | 115   | 130   | 130   | 145   | 120   | 111   | 105   | 97    | 76    | 57    | 45    | 28    | 29    |
|                 | 1857. | 1869. | 1880. | 1890. | 1900. | 1910. | 1921. | 1931. | 1948. | 1953. | 1961. | 1971. | 1981. | 1991. | 2001. | 2011. | 2021. |